# 利亞姆·伯恩

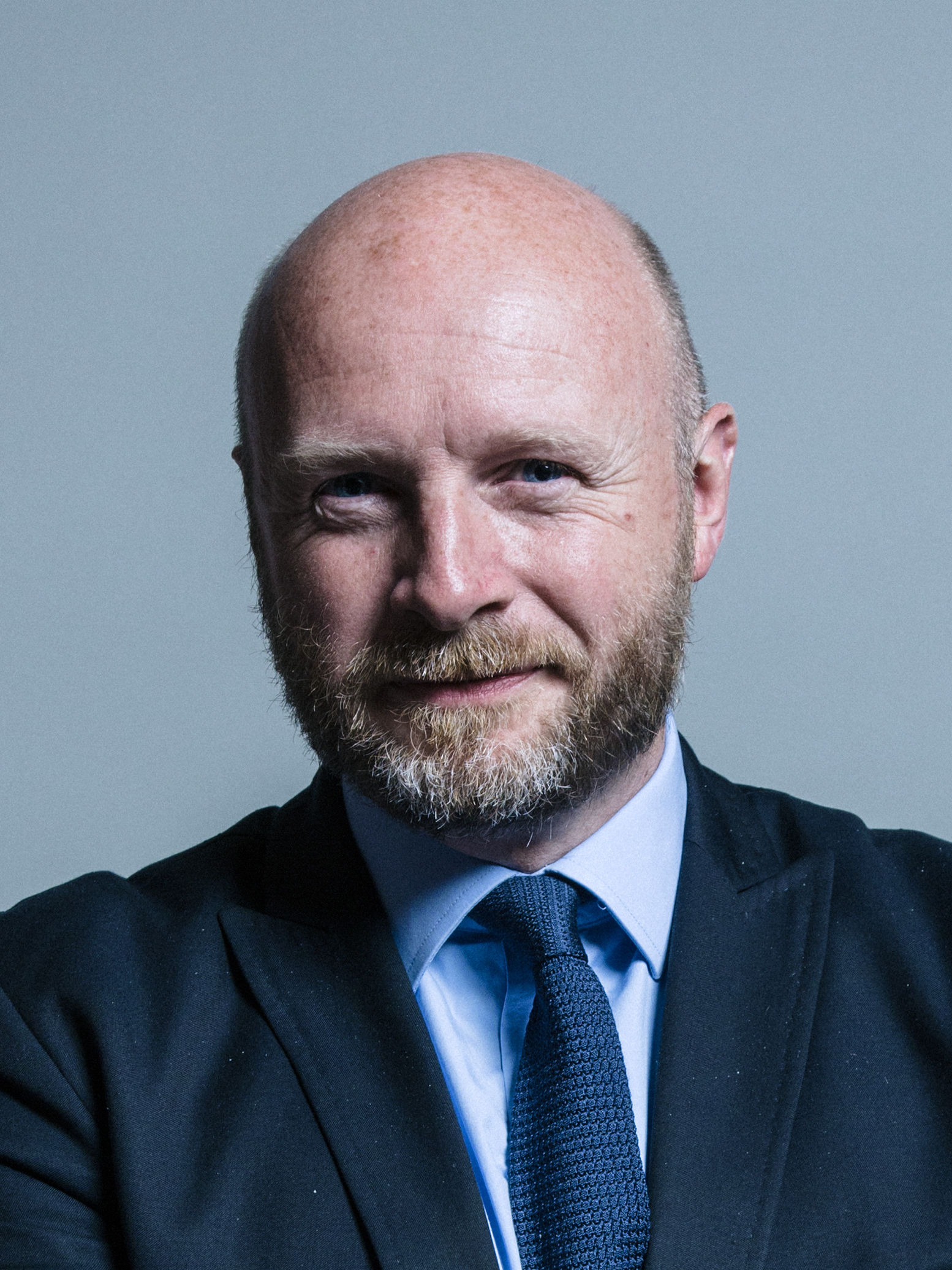
利亞姆·伯恩

（1970年10月2日—）是一位英格蘭政治人物，他的黨籍是工黨。

## 生平
自2004年開始，他擔任伯明罕霍奇希爾選區選出的英國下議院議員。在戈登布朗內閣時期，他曾經擔任財政部首席秘書。